# Olive (singolo)
Olive è un brano musicale di Masami Okui scritto dalla stessa Okui, e pubblicato come singolo il 28 dicembre 2004 dalla evolution. Il singolo è arrivato alla sessantanovesima posizione nella classifica settimanale Oricon. Il brano è stato utilizzato come sigla di apertura del programma radiofonico Okui Masami O-live, condotto da Masami Okui. Si tratta del primo singolo della cantante pubblicato dall'etichetta evolution.

## Tracce
CD singolo EVCS-0001
1. Olive
2. SNOWY
3. Troubadour -Ginyuu Shijin- (Troubadour -吟遊詩人-)
4. Olive (instrumental)
5. SNOWY (instrumental)
6. Troubadour -Ginyuu Shijin- (instrumental)

Durata totale: 29:02

## Classifiche
| Classifica (2004)                        | Posizione più alta |
| ---------------------------------------- | ------------------ |
| Giappone (Classifica settimanale Oricon) | 69                 |